# 大興洞主教座堂
36°19′35.83″N 127°25′31.14″E / 36.3266194°N 127.4253167°E

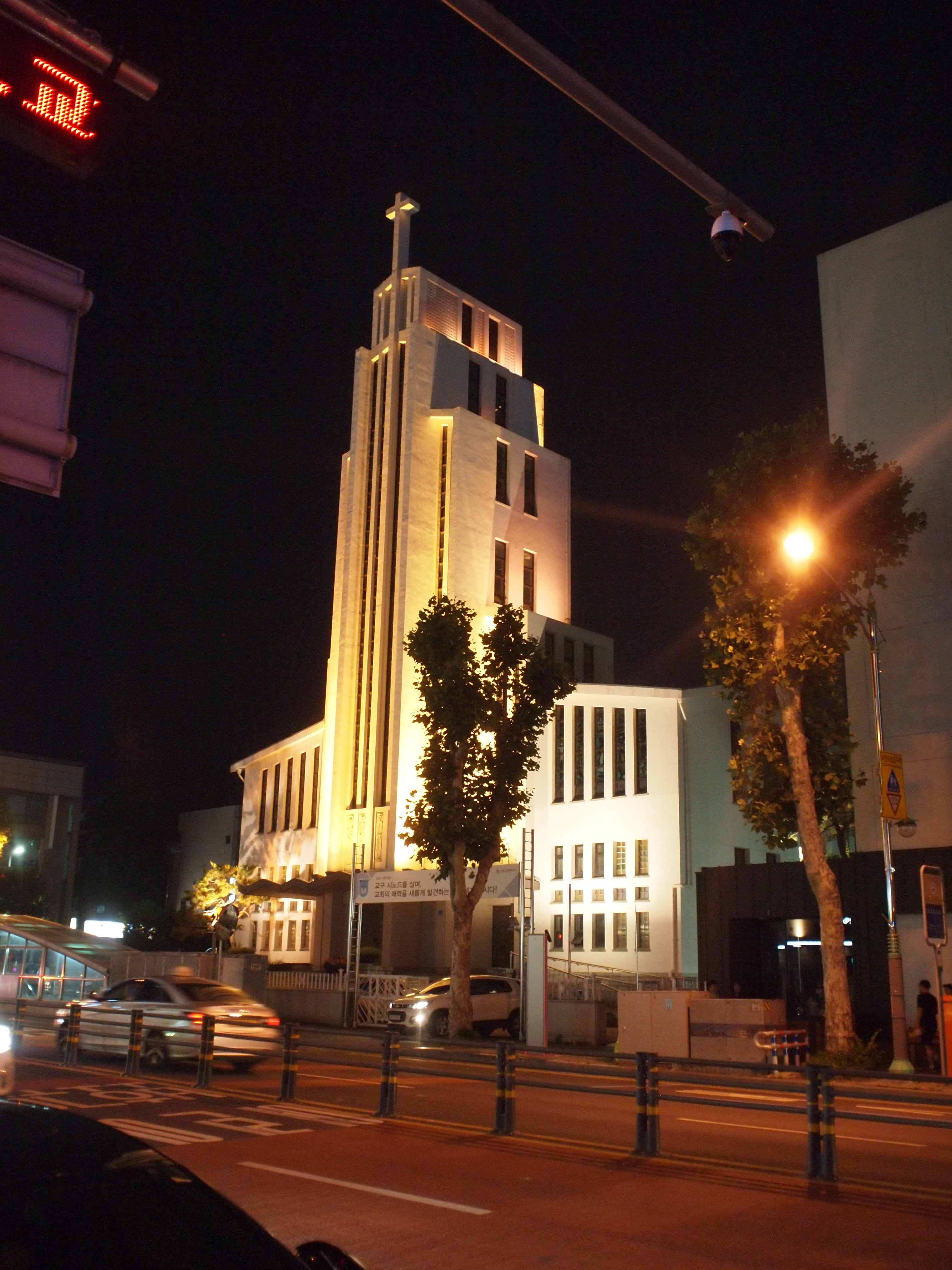

大興洞聖堂（韓語：대흥동성당），正式名稱是聖若瑟勞工主保主教座堂，位於韓國大田廣域市中區大興洞。是天主教大田教區的主教座堂。

## 历史
第一代聖堂建於1919年，原來位於牧洞，後隨遷址而改名。目前的聖堂採現代主義風格設計，於1960年代啟用，2014年10月30日被列入大韓民國登錄文化財第643號。